# Feodora von Sachsen-Meiningen (1890–1972)

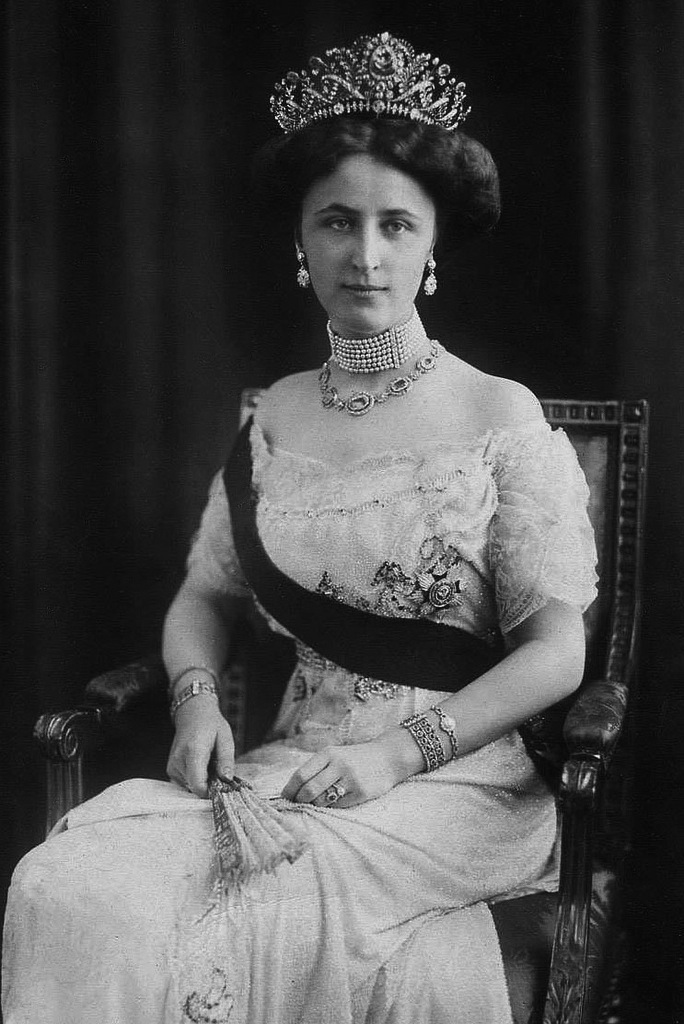
Feodora von Sachsen-Meiningen, Großherzogin von Sachsen-Weimar-Eisenach

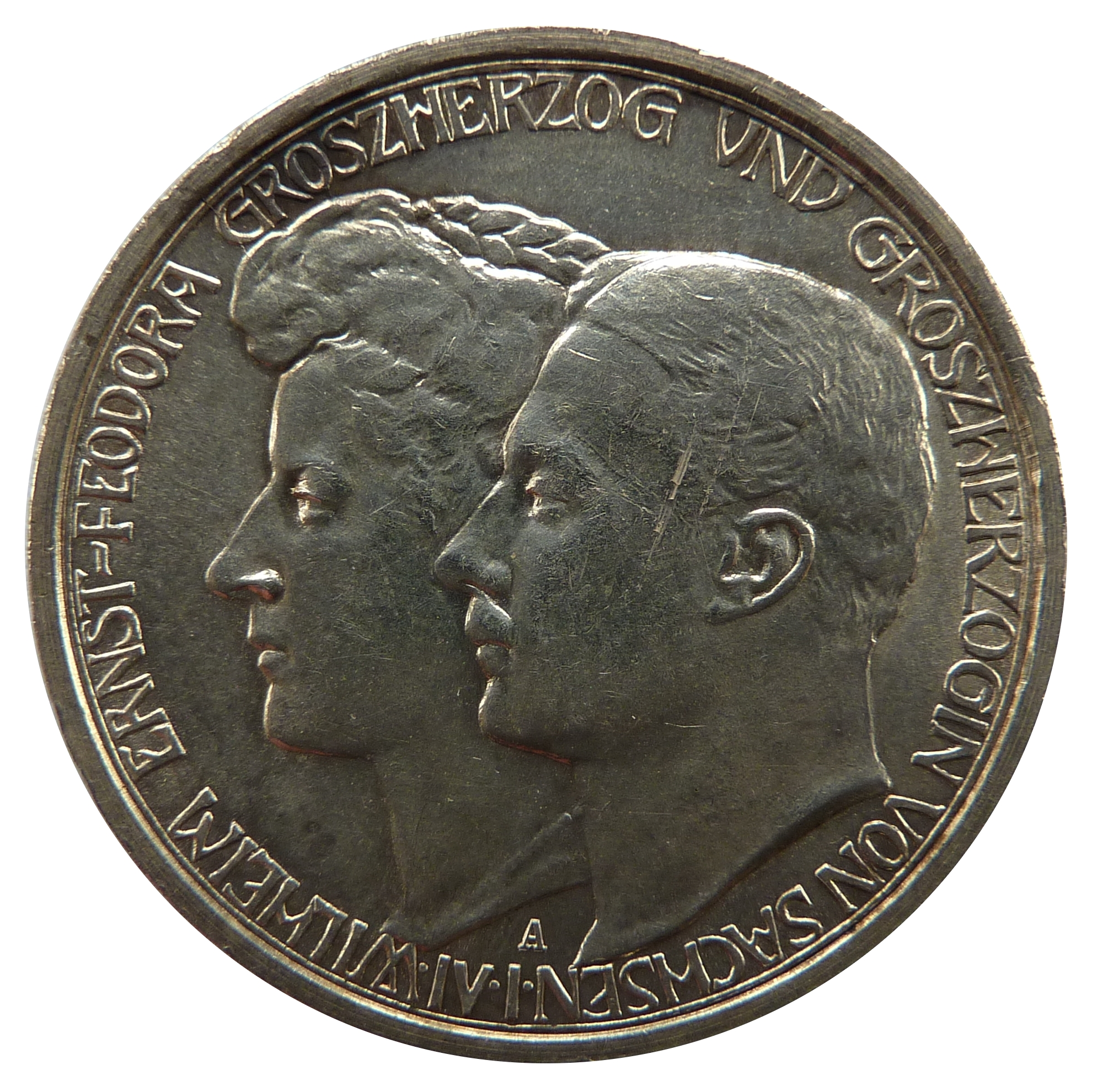
Gedenkmünze zu 3 Mark mit den Porträts von Feodora und Wilhelm Ernst anlässlich ihrer Hochzeit 1910

Feodora Karola Charlotte Marie Adelheid Auguste Mathilde von Sachsen-Meiningen (* 29. Mai 1890 in Hannover; † 12. März 1972 in Freiburg im Breisgau) war eine Prinzessin von Sachsen-Meiningen und durch Heirat letzte Großherzogin von Sachsen-Weimar-Eisenach.

## Leben

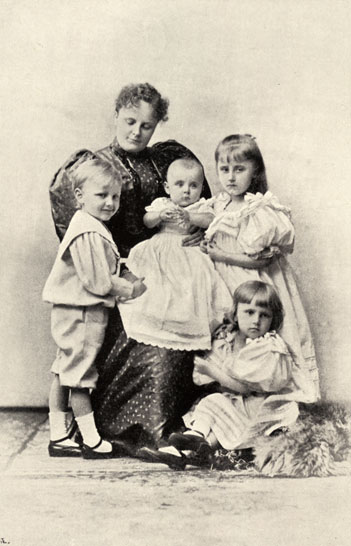
Feodora (ganz rechts) um 1896 mit ihrer Mutter und ihren Geschwistern (links stehend Georg, am Boden sitzend Adelheid und auf dem Schoß der Mutter Ernst (1895–1914)).

Prinzessin Feodora war das älteste Kind des Prinzen Friedrich von Sachsen-Meiningen (1861–1914) aus dessen Ehe mit Adelheid (1870–1948), Tochter des Grafen Ernst zur Lippe-Biesterfeld und Schwester des letzten Fürsten zur Lippe. Damit entstammte Feodora dem Haus Sachsen-Meiningen.
Sie heiratete am 4. Januar 1910 in Meiningen Großherzog Wilhelm Ernst von Sachsen-Weimar-Eisenach (1876–1923). Aus Anlass der Eheschließung wurden 133.000 Silbermünzen im Wert von 3 Mark geprägt, die offizielles Zahlungsmittel im gesamten deutschen Reich waren. Aufgrund eines Stempelfehlers weisen die Münzen die kuriose Fehlschreibung WILHEIM ERNST in der Umschrift auf. Im Jahre 1912 weihte sie in Weimar das nach ihr benannte Feodoraheim ein.
Wilhelm Ernsts erste Ehe mit Caroline Reuß zu Greiz war kinderlos geblieben. Von dieser übernahm sie das Patronat über das „Patriotische Institut der Frauenvereine“, welches 1930 im Deutschen Roten Kreuz aufging. Später war sie Obervorsteherin des Zentraldirektoriums der Frauenvereine vom Roten Kreuz in Sachsen-Weimar. Im Jahr 1912 wurde mit Karl August der Thronfolger geboren.
1918 begleitete Feodora ihren Gemahl nach dessen Abdankung in der Novemberrevolution in das schlesische Exil nach Heinrichau. Im Jahre 1927 übernahm sie zusammen mit ihrem Sohn Karl August die Schirmherrschaft für das Kriegerdenkmal des 94er Regiments von Weimar. 1932 legte sie an Goethes 100. Todestag gemeinsam mit Reichskanzler Heinrich Brüning in einem Staatsakt der Weimarer Republik an dessen Grab den Kranz nieder. Im Jahr 1937 erwarb sie von Melchior Lechter dessen Gemälde „Shambella“, womit dieser eine Schweiz-Reise finanzieren konnte.
Nachdem die großherzogliche Familie nach dem Zweiten Weltkrieg in die westlichen Besatzungszonen geflohen war, wurde deren Vermögen in der sowjetischen Besatzungszone eingezogen. Als Bevollmächtigte der Familie verzichtete Feodora per Unterschrift auf das Goethe-Schiller-Archiv unter der Bedingung, dass es in eine private Stiftung umgewandelt und das Familienvermögen freigegeben würde. Der Streit um das Archiv zwischen der Familie und dem Land Thüringen hielt bis um die Jahrtausendwende an.
Werner Deetjen widmete der Großherzogin 1924 sein Buch „Auf Höhen Ettersburgs“. Nach der Großherzogin ist die Feodora-Promenade im Eisenacher Kartausgarten benannt, ebenso die Feodorastraßen in Jena (1952 in Schillstraße umbenannt), in Apolda (von 1912 bis 1948, jetzt Rosestraße) und Gera. Letztere wurde 1950 vom Rat der Stadt Gera im Zuge der Beseitigung von „militaristischen, faschistischen und antidemokratischen“ Straßennamen in Otto-Dix-Straße umbenannt.

## Nachkommen
Aus ihrer Ehe hatte Feodora folgende Kinder:
- Sophie (1911–1988)

⚭ 1938 (gesch. 1938) Friedrich Günther von Schwarzburg (1901–1971)
- Karl August (1912–1988), Erbgroßherzog von Sachsen

⚭ 1944 Elisabeth von Wangenheim-Winterstein (1912–2010)
- Bernhard (1917–1986)

⚭ 1943 (gesch. 1956) Felicitas zu Salm-Horstmar (* 1920)
- Georg Wilhelm (1921–2011), verzichtete 1953 und nannte sich „Jörg Brena“

⚭ 1953 Gisela Jänisch (1930–1989)